# یواس‌اس کلمبوس (۱۷۷۴)
یواس‌اس کلمبوس (۱۷۷۴) (به انگلیسی: USS Columbus (1774)) یک کشتی بود.